# Almudena Cano
Almudena Cano Revilla (Madrid, 31 de mayo de 1951 - Madrid, 3 de octubre de 2006) fue una pianista y pedagoga española de prestigio y ámbito internacional.

## Trayectoria como intérprete
Estudió en el Real Conservatorio de Música de Madrid con Carmen Díez Martín, y con Jan Wijn en el Sweelinck Conservatorium de Ámsterdam, aunque la mayor influencia la recibió del profesor bilbaíno Juan Carlos Zubeldía, con quien estudió a lo largo de veinte años.
Actuó como concertista en España, Holanda, Bélgica, Portugal, Polonia, Hungría, Alemania, Gran Bretaña y República Dominicana tanto en recitales como en conciertos de cámara.
Fue solista para multitud de orquestas como ALPHO del Conservatorio de Ámsterdam, Ciudad de Valladolid, Caecilia Concert en Holanda, Mozarteum de Salzburgo o Sinfónica de Castilla y León. Trabajó con diferentes directores como Max Bragado, José Ramón Encinar, Clark Suttle, Arturo Tamayo o Vladimir Spivakov.
En 1981 obtuvo el Premio Nacional del Disco concedido por el Ministerio de Cultura por su grabación de las doce sonatas del compositor español José Ferrer, contemporáneo de Mozart y Beethoven.

## Trayectoria como profesora y pedagoga
Profundamente interesada en la enseñanza musical, fue creadora y directora de las ocho primeras ediciones de la Escuela de Verano para Jóvenes Pianistas "Ciudad de Lucena", así como de su Festival Internacional de Piano. 
Fue cocreadora de los Cursos de Especialización Musical de la Universidad de Alcalá, y de su revista especializada Quodlibet.
En sus últimos años fue una activa luchadora a favor de las reformas necesarias en las enseñanzas musicales de grado superior, obteniendo el apoyo de galardonados con el Premio Nacional de Música y de numerosos miembros de la comunidad educativa.
Fue catedrática en el Real Conservatorio Superior de Música de Madrid (RCSMM) hasta su fallecimiento.